# Pia Dijkstra
Pour les articles homonymes, voir Dijkstra (homonymie).
Pietje Aafke Dijkstra, plus connue sous le nom de Pia Dijkstra, née le 9 décembre 1954 à Franeker, est une présentatrice de journal et une femme politique néerlandaise.

## Carrière
Pia Dijkstra est de 1998 à 2000 la présentatrice du journal télévisé de NOS Journaal.
Membre du Démocrates 66, elle siège à la Seconde Chambre des États généraux de 2010 à 2021.